# Короната на Руската империя или отново неуловимите
Короната на Руската империя или отново неуловимите(рус. Корона Российской империи или снова неуловимые) съветски двусериен приключенски игрален филм, продуциран в Мосфилм през 1971 г. от режисьора Едмонд Кеосаян. Последният филм от трилогията за Неуловимите отмъстители. Премиерата на филма е на 14 декември 1971 г. Според проучване на филмови критици, проведено от вестник „Съветска култура“, филмът е обявен за един от най-лошите, пуснати през 1971 г.

## Сюжет
Внимание:  Текстът по-долу разкрива сюжета на произведението (или части от него)!
Действието се развива през 1924 г. Главните герои служат в ОГПУ след гражданската война. Въпреки факта, че съветската власт безусловно победи, новият режим все още има непримирими врагове. Сред тях са "старите познайници" на главните герои - атаман Бурнаш, щабс-капитан Овечкин, полковник Кудасов и лейтенант Перов, които са в изгнание в Париж и разработват план за кражба от съветския музей на Великата императорска корона. Според основната легенда на заговорниците, короната е необходима за коронацията на новия суверен, чийто трон се претендира от двама луди, представящи се за членове на семейство Романови.
Ръководителят на похитителите, умен и предпазлив политик и авантюрист, французинът мосю Дюк, сключва споразумение с белите. Целта им е да откраднат короната, но вместо коронация, да я продадат на Америка. С това мосю Дюк планира да убие два заека с един изстрел. Плановете му включват обвинение на болшевишкия режим в присвояване на национална собственост с цел дискредитиране на съветската власт на международната арена.
За да отклони вниманието, Овечкин наема княз Наришкин, известен измамник и крадец, специализиран в кражба на дворцови скъпоценности. Овечкин успява, докато Бурнаш и Наришкин са били под строг надзор на чекистите, тихо да открадне короната и, криейки се в Одеските катакомби, да изчака кораба, на който се намират неговите съучастници.
В разгара на операцията бившият шеф на контраразузнаването полковник Кудасов изпада от добре обмисления план, разгадавайки плана на Дюк. Той решава сам да продаде короната и да получи всички дивиденти, но ще го направи с помощта на двама глупави наследници, без да осъзнава, че Дюк, Перов и Овечкин вече имат съвсем различни планове. Въпреки всички интриги, "неуловимите" разрушават хитрите планове на мосю Дюк, печелят окончателна победа над най-злите си врагове и връщат короната в музея.

## Създатели
- Сценарий - Едмонд Кеосаян, Александър Червински
- Режисьор Едмонд Кеосаян
- Оператор - Михаил Ардабевски
- Сценографи — Леван Шенгелия, Съвет Агоян
- Композитор - Ян Френкел
- Текстове - Сергей Есенин, Роберт Рождественски, Емил Радов

## В ролите
- Михаил Метелкин - Валерка Мещеряков
- Виктор Косих - Данка Шчус
- Василий Василиев - Яшка Циганков
- Валентина Курдюкова - Ксанка Шчус
- Иван Переверзев като Смирнов, началник на ОГПУ
- Армен Джигарханян - Пьотр Сергеевич Овечкин, капитан на щаба
- Владимир Ивашов - лейтенант Перов, адютант Кудасов
- Владислав Стржелчик - княз Наришкин
- Аркадий Толбузин като полковник Леополд Сергеевич Кудасов
- Ефим Копелян като атаман Гнат Бурнаш